# Levantamento de peso nos Jogos Pan-Americanos de 2019 - Até 61 kg masculino
A categoria até 61 kg masculino do levantamento de peso nos Jogos Pan-Americanos de 2019 foi disputada em 27 de julho  no Coliseo Mariscal Caceres, em Lima. 
Cada halterofilista realizou levantamentos nas modalidades arranco e arremesso, com o placar final sendo a soma dos melhores resultados em cada. Os atletas tiveram três tentativas em cada modalidade. O placar para o levantamento foi o peso mais pesado elevado com sucesso. Este evento foi o de categoria mais leve na competição, limitando atletas ao máximo de 61 kg de peso corporal. 

## Calendário
Horário local (UTC-5).
| Data        | Horário | Fase  |
| ----------- | ------- | ----- |
| 27 de julho | 12:00   | Final |

## Medalhistas
| Ouro   | COL Francisco Mosquera |
| Prata  | COL Jairo Serna        |
| Bronze | MEX Antonio Vasquez    |

## Resultados
| Pos.              | Halterofilista         | Grupo | Arranque (kg) | Arremesso (kg) | Total (Kg) |
| ----------------- | ---------------------- | ----- | ------------- | -------------- | ---------- |
| Medalha de ouro   | COL Francisco Mosquera | A     | 132           | 170            | 302        |
| Medalha de prata  | COL Jairo Serna        | A     | 127           | 170            | 297        |
| Medalha de bronze | MEX Antonio Vasquez    | A     | 123           | 163            | 286        |
| 4                 | DOM Luis García        | A     | 121           | 160            | 281        |
| 5                 | ECU Cristhian Zurita   | A     | 125           | 151            | 276        |
| 6                 | CUB Arley Calderon     | A     | 115           | 155            | 270        |
| 7                 | PER Antonio Rojas      | A     | 116           | 145            | 261        |
| 8                 | ESA Julio Salamanca    | A     | 105           | 137            | 242        |